# Cemitério das Âncoras

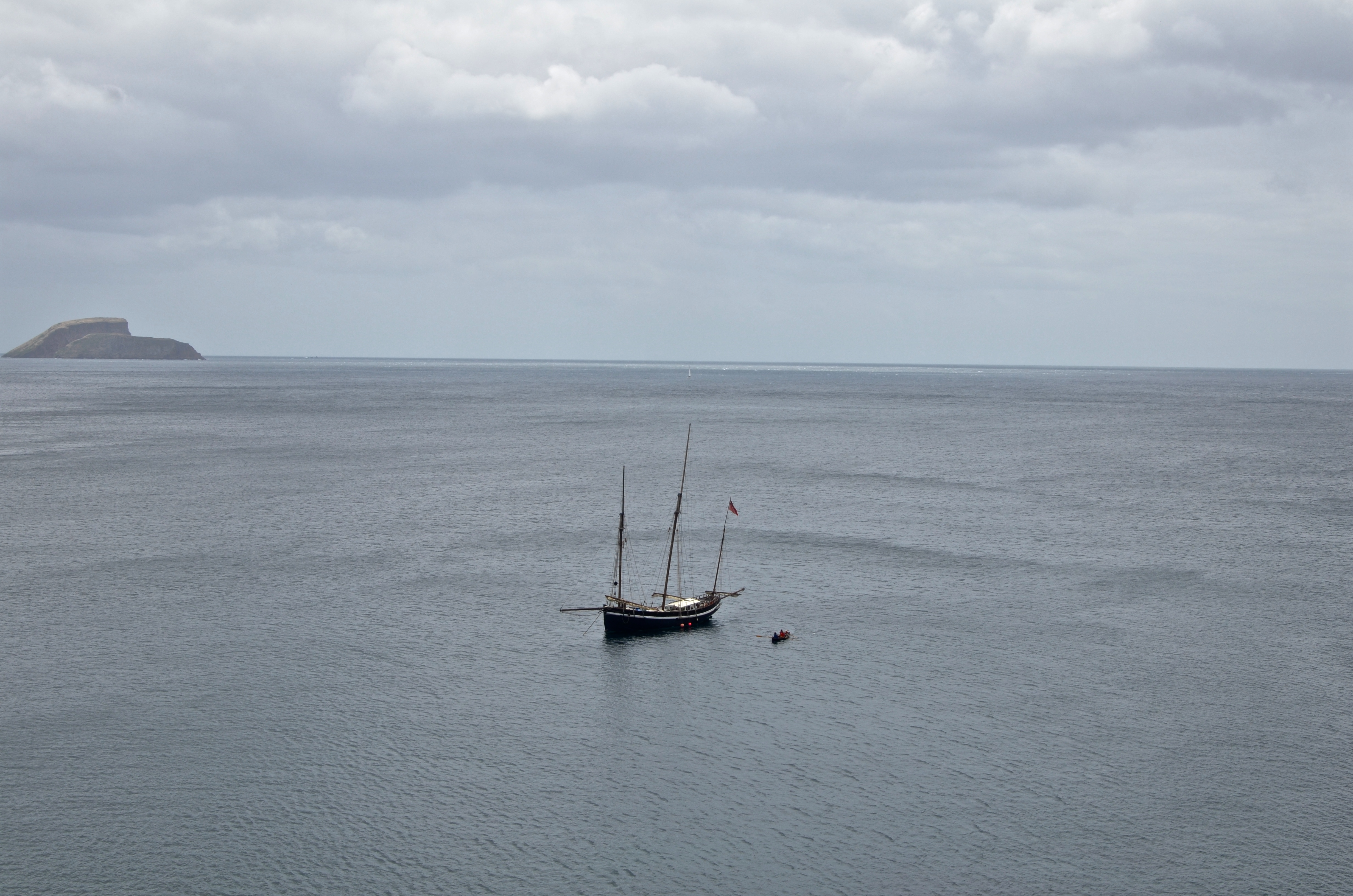

O chamado Cemitério das Âncoras localiza-se no fundo da baía de Angra do Heroísmo, na Ilha Terceira, nos Açores. Constitui-se num sítio arqueológico subaquático, inserido no âmbito do Parque Arqueológico Subaquático da Baía de Angra do Heroísmo.

## Características
Os seus limites estendem-se desde o Forte de São Benedicto até à ponta do Farol do Monte Brasil, sensivelmente a meio percurso da vertente Este do Monte Brasil, diante da segunda torre da muralha de protecção do referido monte, por cerca de 500 metros. A profundidade a que os artefactos se encontram varia da cota de 22 metros numa zona de pedras, até alcançar os 32 metros de profundidade, numa zona de areia.
O acesso deve ser feito necessariamente de barco e o grau de dificuldade do mergulho é classificado como "médio", em vista da profundidade. Embora não seja um local de correntes marítimas fortes e esteja devidamente sinalizado por duas bóias à superfície, encontra-se dentro da zona portuária do Porto das Pipas e, portanto, próximo a movimento de embarcações.
No local é possível observar uma grande variedade de tipologias de âncoras cujos estilos se estendem desde o século XVI até ao século XX. Encontram-se registadas atualmente trinta exemplares de âncoras oriundas dos mais variados tipos de embarcações, desde o século XVI.
Estas âncoras são testemunho ou de erros na ancoragem, cometidos por pilotos não familiarizados com as características do fundo vulcânico da baía, quer de manobras, quase sempre desesperadas, das embarcações em dificuldades que, na iminência de um naufrágio, cortavam as amarras, em busca da proteção do mar alto. Com essa manobra, contavam escapar aos perigosos ventos de Sul e Sueste, uma combinação conhecida localmente como "vento carpinteiro", assim denominado por jogar contra a costa os navios que, após naufragarem, tinham a sua madeira reaproveitada na construção de edificações na cidade de Angra.
Além do interesse arqueológico que este parque apresenta - é o único parque arqueológico subaquático do país -, é digna de registo a sua variada fauna e flora marinhas.

## O Cemitério das Âncoras como local de mergulho
A profundidade média do mergulho variável desde os 15 metros até cerca de 35, apresentando um fundo formado por pequenas rochas e areia.
Apresenta características úteis para fotografia tanto dos destroços como das espécies marítimas que o frequentam, tanto diurno como nocturno. 
Devido a não ser considerado um local perigoso é classificado como Bom para mergulho que pode ser efectuado tanto de dia como de noite.
As espécies observáveis mais frequentes são:

## Espécies observáveis
- Alface-do-mar (Ulva rígida)
- Alga-vermelha (Asparagopsis armata)
- Alga-castanha (Dictyota dichotoma)
- Anêmona-do-mar (Alicia mirabilis)
- Ascídia-flor (Distaplia corolla)
- Bodião (labrídeos)
- Caranguejo-eremita (Calcinus tubularis)
- Caravela-portuguesa (Physalia physalis)
- Chicharro (Trachurus picturatus)
- Erva-patinha-verde (Ulva intestinalis)
- Estrela-do-mar (Ophidiaster ophidianus)
- Garoupa (serranídeos)
- Água-viva (Pelagia noctiluca)
- Musgo (Pterocladiella capillacea)
- Ouriço-do-mar-negro (Arbacia lixula)
- Peixe-balão (Sphoeroides marmoratus)
- Peixe-porco (Balistes carolinensis)
- Peixei-rei (Coris julis)
- Polvo (Octopus vulgaris)
- Salmonete (Mullus surmuletus)
- Sargo (Dictyota dichotoma)
- Solha (Bothus podas maderensis)
- Ratão (Taeniura grabata)